# Real Madrid Castilla
Real Madrid Castilla (celým názvem: Real Madrid Castilla Club de Fútbol) je rezervním týmem španělského fotbalového klubu Real Madrid. Tým sídlí ve městě Valdebebas (nedaleko Madridu) v Madridském společenství. Od sezóny 2014/15 působí v Segunda División B, třetí nejvyšší fotbalové soutěži ve Španělsku. Klubové barvy jsou bílá a modrá.
Tým byl založen v roce 1930 pod názvem AD Plus Ultra. Rezervou Realu Madrid se stal teprve až v roce 1948. V roce 1972 byla rezerva na hraně zániku, situace byla vyřešena změnou názvu na Castilla Club de Fútbol. Pod tímto názvem začala pro tým zlatá éra. V sezóně 1979/80 se rezerva dostala až do finále národního poháru, kde podlehla A-týmu poměrem 1:6. A-tým jako vítěz ligy měl zaručenou účast v PMEZ, čímž rezervu druhá příčka katapultovala do evropských poháru. V Poháru vítězů poháru ročníku 1980/81 rezerva skončila hned v prvním kole a to po vyřazení anglickým West Hamem United. I když byl zákaz hraní rezervních týmů v národním poháru uzákoněn teprve pro sezónu 1990/91, Castilla už podobný výsledek nikdy nezopakovala. Současný název rezerva obdržela v roce 2004.
Své domácí zápasy odehrává na Estadiu Alfredo Di Stéfano s kapacitou 6 000 diváků.

## Historické názvy
- 1930 – AD Plus Ultra (Agrupación Deportiva Plus Ultra)
- 1972 – Castilla CF (Castilla Club de Fútbol)
- 1991 – Real Madrid CF „B“ (Real Madrid Club de Fútbol „B“)
- 2004 – Real Madrid Castilla CF (Real Madrid Castilla Club de Fútbol)

## Úspěchy

### Úspěchy mužů AD Plus Ultra / rezervy Realu
| Menší úspěchy                                                                                     |
| - Trofeo Teide (4× vítěz) - – Real Madrid CF „B“: 2001, 2002; Real Madrid Castilla CF: 2005, 2011 |

### Úspěchy mládeže AD Plus Ultra (zaniklé)
| Domácí medaile                                                                                 |
| - Španělský fotbalový pohár do 19 let (Copa del Rey Juvenil; 1× vítěz) - – AD Plus Ultra: 1954 |

## Umístění v jednotlivých sezonách
Stručný přehled
Zdroj: 
- 1940–1941: Primera Regional Castellana
- 1941–1943: Primera Regional Castellana – sk. 1
- 1943–1944: Segunda Regional Castellana – sk. 2
- 1944–1946: Primera Regional Castellana
- 1946–1947: Tercera División – sk. 8
- 1947–1948: Tercera División – sk. 6
- 1948–1949: Tercera División – sk. 4
- 1949–1953: Segunda División – sk. 2
- 1953–1954: Tercera División – sk. 4
- 1954–1955: Tercera División – sk. 16
- 1955–1956: Segunda División – sk. 2
- 1956–1957: Tercera División – sk. 15
- 1957–1961: Segunda División – sk. 2
- 1961–1962: Segunda División – sk. 1
- 1962–1963: Segunda División – sk. 2
- 1963–1966: Tercera División – sk. 14
- 1966–1967: Tercera División – sk. 15
- 1967–1968: Tercera División – sk. 14
- 1968–1970: Tercera División – sk. 8
- 1970–1977: Tercera División – sk. 2
- 1977–1978: Segunda División B – sk. 1
- 1978–1990: Segunda División
- 1990–1991: Segunda División B – sk. 1
- 1991–1997: Segunda División
- 1997–2001: Segunda División B – sk. 1
- 2001–2002: Segunda División B – sk. 3
- 2002–2003: Segunda División B – sk. 1
- 2003–2004: Segunda División B – sk. 2
- 2004–2005: Segunda División B – sk. 1
- 2005–2007: Segunda División
- 2007–2008: Segunda División B – sk. 1
- 2008–2010: Segunda División B – sk. 2
- 2010–2012: Segunda División B – sk. 1
- 2012–2014: Segunda División
- 2014–2017: Segunda División B – sk. 2
- 2017– : Segunda División B – sk. 1

Jednotlivé ročníky
Zdroj: 
Legenda: Z – zápasy, V – výhry, R – remízy, P – porážky, VG – vstřelené góly, OG – obdržené góly, +/− – rozdíl skóre, B – body, zlaté podbarvení – 1. místo, stříbrné podbarvení – 2. místo, bronzové podbarvení – 3. místo, červené podbarvení – sestup, zelené podbarvení – postup, fialové podbarvení - reorganizace, změna skupiny či soutěže
| Španělsko (1940 – ) |                                     |        |    |     |     |     |     |     |     |     |        |
| Sezóny              | Liga                                | Úroveň | Z  | V   | R   | P   | VG  | OG  | B   | +/- | Pozice |
| 1940/41             | Primera Regional Castellana         | 4      | 16 | ... | ... | ... | ... | ... | ... | 21  | 3.     |
| 1941/42             | Primera Regional Castellana – sk. 1 | 4      | 10 | 7   | 0   | 3   | 28  | 18  | +10 | 14  | 2.     |
| 1942/43             | Primera Regional Castellana – sk. 1 | 4      | 10 | 3   | 1   | 6   | 16  | 36  | –20 | 7   | 5.     |
| 1943/44             | Segunda Regional Castellana – sk. 2 | 5      | 16 | 10  | 3   | 3   | 35  | 17  | +18 | 23  | 1.     |
| 1944/45             | Primera Regional Castellana         | 4      | 18 | 6   | 1   | 11  | 37  | 51  | –14 | 13  | 7.     |
| 1945/46             | Primera Regional Castellana         | 4      | 18 | 11  | 6   | 1   | 54  | 22  | +32 | 28  | 2.     |
| 1946/47             | Tercera División – sk. 8            | 3      | 18 | 8   | 3   | 7   | 43  | 31  | +12 | 19  | 5.     |
| 1947/48             | Tercera División – sk. 6            | 3      | 26 | 13  | 4   | 9   | 73  | 45  | +28 | 30  | 5.     |
| 1948/49             | Tercera División – sk. 4            | 3      | 26 | 17  | 4   | 5   | 90  | 39  | +51 | 38  | 1.     |
| 1949/50             | Segunda División – sk. 2            | 2      | 30 | 17  | 4   | 9   | 68  | 52  | +16 | 38  | 3.     |
| 1950/51             | Segunda División – sk. 2            | 2      | 28 | 13  | 3   | 12  | 46  | 46  | 0   | 29  | 7.     |
| 1951/52             | Segunda División – sk. 2            | 2      | 30 | 10  | 5   | 15  | 38  | 53  | –15 | 25  | 12.    |
| 1952/53             | Segunda División – sk. 2            | 2      | 30 | 7   | 8   | 15  | 57  | 70  | –13 | 22  | 15.    |
| 1953/54             | Tercera División – sk. 4            | 3      | 34 | 21  | 7   | 6   | 95  | 51  | +44 | 49  | 3.     |
| 1954/55             | Tercera División – sk. 16           | 3      | 18 | 12  | 2   | 4   | 47  | 25  | +22 | 26  | 1.     |
| 1955/56             | Segunda División – sk. 2            | 2      | 30 | 7   | 7   | 16  | 47  | 76  | –29 | 21  | 15.    |
| 1956/57             | Tercera División – sk. 15           | 3      | 34 | 24  | 5   | 5   | 109 | 27  | +82 | 53  | 1.     |
| 1957/58             | Segunda División – sk. 2            | 2      | 34 | 13  | 10  | 11  | 55  | 53  | +2  | 36  | 7.     |
| 1958/59             | Segunda División – sk. 2            | 2      | 30 | 11  | 7   | 12  | 39  | 49  | –10 | 29  | 10.    |
| 1959/60             | Segunda División – sk. 2            | 2      | 30 | 12  | 11  | 7   | 58  | 43  | +15 | 35  | 4.     |
| 1960/61             | Segunda División – sk. 2            | 2      | 30 | 15  | 1   | 14  | 58  | 41  | +17 | 31  | 7.     |
| 1961/62             | Segunda División – sk. 1            | 2      | 30 | 11  | 7   | 12  | 47  | 40  | +7  | 29  | 7.     |
| 1962/63             | Segunda División – sk. 2            | 2      | 30 | 6   | 5   | 19  | 29  | 50  | –21 | 17  | 16.    |
| 1963/64             | Tercera División – sk. 14           | 3      | 30 | 21  | 8   | 1   | 79  | 15  | +64 | 50  | 1.     |
| 1964/65             | Tercera División – sk. 14           | 3      | 30 | 18  | 6   | 6   | 77  | 27  | +50 | 42  | 3.     |
| 1965/66             | Tercera División – sk. 14           | 3      | 28 | 17  | 8   | 3   | 65  | 16  | +49 | 42  | 1.     |
| 1966/67             | Tercera División – sk. 15           | 3      | 34 | 24  | 4   | 6   | 83  | 19  | +64 | 52  | 2.     |
| 1967/68             | Tercera División – sk. 14           | 3      | 34 | 27  | 2   | 5   | 104 | 21  | +83 | 56  | 1.     |
| 1968/69             | Tercera División – sk. 8            | 3      | 38 | 19  | 11  | 8   | 53  | 34  | +19 | 49  | 3.     |
| 1969/70             | Tercera División – sk. 8            | 3      | 38 | 20  | 9   | 9   | 57  | 28  | +29 | 49  | 3.     |
| 1970/71             | Tercera División – sk. 2            | 3      | 38 | 16  | 6   | 16  | 50  | 58  | –8  | 38  | 11.    |
| 1971/72             | Tercera División – sk. 2            | 3      | 38 | 13  | 12  | 13  | 53  | 40  | +13 | 38  | 10.    |
| 1972/73             | Tercera División – sk. 2            | 3      | 38 | 18  | 13  | 7   | 57  | 28  | +29 | 49  | 4.     |
| 1973/74             | Tercera División – sk. 2            | 3      | 38 | 20  | 8   | 10  | 58  | 40  | +18 | 48  | 4.     |
| 1974/75             | Tercera División – sk. 2            | 3      | 38 | 17  | 12  | 9   | 64  | 41  | +23 | 46  | 4.     |
| 1975/76             | Tercera División – sk. 2            | 3      | 38 | 21  | 8   | 9   | 72  | 36  | +36 | 50  | 3.     |
| 1976/77             | Tercera División – sk. 2            | 3      | 38 | 21  | 8   | 9   | 76  | 38  | +38 | 50  | 4.     |
| 1977/78             | Segunda División B – sk. 1          | 3      | 38 | 21  | 7   | 10  | 80  | 43  | +37 | 49  | 2.     |
| 1978/79             | Segunda División                    | 2      | 38 | 18  | 6   | 14  | 55  | 45  | +10 | 42  | 7.     |
| 1979/80             | Segunda División                    | 2      | 38 | 15  | 10  | 13  | 46  | 39  | +7  | 40  | 7.     |
| 1980/81             | Segunda División                    | 2      | 38 | 14  | 8   | 16  | 50  | 44  | +6  | 36  | 11.    |
| 1981/82             | Segunda División                    | 2      | 38 | 13  | 14  | 11  | 48  | 48  | 0   | 40  | 8.     |
| 1982/83             | Segunda División                    | 2      | 38 | 15  | 11  | 12  | 45  | 43  | +2  | 41  | 6.     |
| 1983/84             | Segunda División                    | 2      | 38 | 19  | 12  | 7   | 69  | 47  | +22 | 50  | 1.     |
| 1984/85             | Segunda División                    | 2      | 38 | 14  | 12  | 12  | 49  | 48  | +1  | 40  | 5.     |
| 1985/86             | Segunda División                    | 2      | 38 | 14  | 6   | 18  | 45  | 61  | –16 | 34  | 12.    |
| 1986/87             | Segunda División                    | 2      | 34 | 7   | 10  | 17  | 30  | 51  | –21 | 24  | 17.    |
| 1987/88             | Segunda División                    | 2      | 38 | 18  | 12  | 8   | 58  | 42  | +16 | 48  | 3.     |
| 1988/89             | Segunda División                    | 2      | 38 | 13  | 10  | 15  | 50  | 59  | –9  | 36  | 15.    |
| 1989/90             | Segunda División                    | 2      | 38 | 11  | 9   | 18  | 36  | 44  | –8  | 31  | 18.    |
| 1990/91             | Segunda División B – sk. 1          | 3      | 38 | 20  | 13  | 5   | 44  | 25  | +19 | 53  | 1.     |
| 1991/92             | Segunda División                    | 2      | 38 | 11  | 12  | 15  | 44  | 55  | –11 | 34  | 16.    |
| 1992/93             | Segunda División                    | 2      | 38 | 15  | 12  | 11  | 57  | 41  | +16 | 42  | 6.     |
| 1993/94             | Segunda División                    | 2      | 38 | 19  | 8   | 11  | 57  | 41  | +16 | 46  | 6.     |
| 1994/95             | Segunda División                    | 2      | 38 | 13  | 13  | 12  | 42  | 40  | +2  | 39  | 8.     |
| 1995/96             | Segunda División                    | 2      | 38 | 18  | 10  | 10  | 50  | 41  | +9  | 64  | 4.     |
| 1996/97             | Segunda División                    | 2      | 38 | 11  | 8   | 19  | 40  | 69  | –29 | 41  | 18.    |
| 1997/98             | Segunda División B – sk. 1          | 3      | 38 | 23  | 3   | 12  | 70  | 40  | +30 | 72  | 2.     |
| 1998/99             | Segunda División B – sk. 1          | 3      | 38 | 18  | 10  | 10  | 68  | 39  | +29 | 64  | 3.     |
| 1999/00             | Segunda División B – sk. 1          | 3      | 38 | 17  | 10  | 11  | 72  | 51  | +21 | 61  | 5.     |
| 2000/01             | Segunda División B – sk. 1          | 3      | 38 | 18  | 7   | 13  | 74  | 53  | +21 | 61  | 7.     |
| 2001/02             | Segunda División B – sk. 3          | 3      | 38 | 24  | 8   | 6   | 63  | 31  | +32 | 80  | 1.     |
| 2002/03             | Segunda División B – sk. 1          | 3      | 38 | 15  | 14  | 9   | 57  | 39  | +18 | 59  | 6.     |
| 2003/04             | Segunda División B – sk. 2          | 3      | 38 | 21  | 7   | 10  | 55  | 32  | +23 | 70  | 2.     |
| 2004/05             | Segunda División B – sk. 1          | 3      | 38 | 22  | 10  | 6   | 60  | 28  | +32 | 76  | 1.     |
| 2005/06             | Segunda División                    | 2      | 42 | 16  | 7   | 19  | 55  | 50  | +5  | 55  | 11.    |
| 2006/07             | Segunda División                    | 2      | 42 | 13  | 10  | 19  | 55  | 67  | –12 | 49  | 19.    |
| 2007/08             | Segunda División B – sk. 1          | 3      | 38 | 17  | 10  | 11  | 60  | 42  | +18 | 61  | 5.     |
| 2008/09             | Segunda División B – sk. 2          | 3      | 38 | 18  | 9   | 11  | 60  | 45  | +15 | 63  | 6.     |
| 2009/10             | Segunda División B – sk. 2          | 3      | 38 | 15  | 11  | 12  | 68  | 51  | +17 | 56  | 8.     |
| 2010/11             | Segunda División B – sk. 1          | 3      | 38 | 21  | 8   | 9   | 73  | 38  | +35 | 71  | 3.     |
| 2011/12             | Segunda División B – sk. 1          | 3      | 38 | 23  | 9   | 6   | 77  | 36  | +41 | 78  | 1.     |
| 2012/13             | Segunda División                    | 2      | 42 | 17  | 8   | 17  | 80  | 62  | +18 | 59  | 8.     |
| 2013/14             | Segunda División                    | 2      | 42 | 13  | 10  | 19  | 49  | 56  | –7  | 49  | 20.    |
| 2014/15             | Segunda División B – sk. 2          | 3      | 38 | 16  | 10  | 12  | 59  | 40  | +19 | 58  | 6.     |
| 2015/16             | Segunda División B – sk. 2          | 3      | 38 | 24  | 8   | 6   | 72  | 40  | +32 | 80  | 1.     |
| 2016/17             | Segunda División B – sk. 2          | 3      | 38 | 13  | 12  | 13  | 43  | 47  | –4  | 51  | 11.    |
| 2017/18             | Segunda División B – sk. 1          | 3      | 38 | 14  | 13  | 11  | 53  | 37  | +16 | 55  | 8.     |
| 2018/19             | Segunda División B – sk. 1          | 3      | 38 | 18  | 11  | 9   | 62  | 45  | +17 | 65  | 4.     |
| 2019/20             | Segunda División B – sk. 1          | 3      | 38 |     |     |     |     |     |     |     |        |

## Účast v evropských pohárech
Zdroj: 
| Ročník  | Soutěž              | Kolo    | Klub               | Doma | Venku | Celkem |
| ------- | ------------------- | ------- | ------------------ | ---- | ----- | ------ |
| 1980/81 | Pohár vítězů pohárů | 1. kolo | West Ham United FC | 3:1  | 1:5   | 4:6    |

## Galerie

Bývalé logo rezervy užívané v letech 1972–1991, tedy i v jediné evropské pohárové účasti v sezóně 1980/81.